# Hezqeyas
Hezqeyas o Ezequías (fallecido el 13 de septiembre de 1813) fue   niguse negest  (26 de julio de 1789 y enero de 1794) de Etiopía, y miembro de la dinastía salomónica. Era hijo de  Iyasu III.

## Reinado
Hezqeyas fue derribado de la prisión real en Wehni por  Azaj  Dagale y  Kantiba  Ayadar, quien lo nombró emperador, mientras que el emperador reinante,  Tekle Giyorgis, estaba en el campo haciendo campaña contra varias revueltas. Tekle Giyorgis comenzó desde Aringo para suprimir esta amenaza, pero el  Dejazmach es  Amade y Ali Borshe, con destacamentos de   Ras   Aligaz, lo encontraron en la aldea de Salam y trataron de rodear a su ejército; Tekle Giyorgis logró escapar y cruzó el  Abay para encontrar refugio en Gojjam. Mientras tanto, uno de los primeros actos de Hezqeyas hechos como emperador fue nombrar Ras Haile Yosadiq gobernador de Gojjam yFitawrari Ikonyan  Dejazmach de Damot.
De acuerdo con E. A. Wallis Budge, en los primeros años de su reinado, Hezqeyas proporcionó refugio a Selasse, que había asaltado  Tigray. Hezqeyas hizo incursiones hacia la frontera con  Sennar, que saqueó y echó a perder. Sin embargo, la  Crónica Real  ofrece una narración diferente. Poco después de su elevación, el emperador Tekle Giyorgis marchó sobre Gondar, y al enterarse de su avance, los Hezqeyas huyeron de la ciudad. Cuando Hezqeyas llegó a Kemekem, se le unieron allí  Dejazmach  Hailu Eshte,  Fitawrari  Ikonyan,  Dejazmach  Hailu Terbenos, y otros; reforzado, Hezqeyas marchó de regreso a Gondar y Tekle Giyorgis abandonó la ciudad, accediendo a Gojjam a través de Dengel Ber], donde se unió a Ras  Haile Yosadiq, y juntos marcharon hacia Gondar. Pero una vez allí, en el último momento Tekle Giyorgis se negó a enfrentarse a Hezqeyas en la batalla y en su lugar se dirigió al Monte Wehni, donde liberó a sus parientes de la prisión real. Los partidarios de Hezqeyas intentaron restaurarlo en Gondar, pero encontraron que  Qegnazmach  Gualej lo había ocupado; derrotaron a Gualej que huyó a Sar Weha.
Durante gran parte del primer año de gobierno de los Hezqeyas, el Ras Betwodded no pudo intervenir directamente para apoyar a este emperador porque tenía puestos todos sus sentidos en consolidar su propia posición: se enfrentó a la resistencia armada para suceder a su hermano  Ras   Ali, incluyendo miembros de su propia familia como  Dejazmach  Alula, el  Fitawrari  Sadiq, y el  Jantirar  Yasufe. Cuando pudo resolver estos desafíos, apoyó al emperador Hezqeyas enviando al  Maqet Azmach  Wolde Mikael para ayudarlo. A pesar de que, aunque la mayoría de los grandes señores apoyaban a Hezqeyas, Tekle Haymanot hizo sus propios nombramientos desde su refugio en Gojjam, socavando la autoridad de Hezqeyas, "porque el Reino se dividió en dos".
Al año siguiente, Tekle Giyorgis mantuvo una lucha con su principal partidario, Ras, Tekle Yosadiq; Tekle Giyorgis huyó de Gojjam, buscando el apoyo de otro noble,  Dejazmach  Gadlu, quien se negó a recibirlo; Tekle Giyorgis luego recurrió a  Ras  Aligaz en busca de ayuda, que respondió positivamente, pero una vez que Tekle Haymanot llegó al palacio de Aligaz en Filakit Gereger, fue encarcelado en Emakina. A continuación Hezqeyas pasó la estación de lluvias de 1790 en Filakit Gereger antes de regresar a Gondar. La única acción que tomó el emperador Hezqeyas que el cronista sintió que valía la pena registrar en 1791 fue enviar la túnica de general a 'Ras' 'Aligaz y pasar la temporada de lluvias en Gondar.
Parece que en 1792 el Emperador Hezqeyas actuó contra su principal partidario,  Ras  Aligaz: ese año Hezqeyas, Abuna  Yosab y Ichege Wolde Iyasus sostuvieron un concilio donde declararon que «no se someterían al  Galla» - una referencia clara a Aligaz o su familia; la  Crónica Real  registra que más tarde ese año se libró una batalla cerca de Gondar donde el Emperador y los dos líderes de la  iglesia etíope fueron derrotados. "Y al llegar la Galla, todo eso fue hecho". Poco después de esto, Haile Wand Bewossen fue a Emakina y liberó a Tekle Giyorgis; procedieron a Lalibela donde el Emperador residió por un tiempo, aparentemente reuniendo a sus seguidores. Cuando Hezqeyas supo que su rival había abandonado Emakina, avanzó al frente de un ejército desde Gondar, primero a Tsenjana, luego a la casa de Dejazmach Haile Eshte, donde se les unió Ras  Aligaz, donde "consultaron juntos".
Varias batallas luego siguieron, terminando con Hezqeyas huyendo a Dengel Ber. El restaurado emperador Tekle Giyorgis se reunió con sus seguidores para decidir su siguiente paso, pero la falta de consenso llevó a Tekle Giyorgis a ir a Wegera y Dejazmach Gabriel yendo a Begemder a fines de 1793. La  Crónica Real  registra que hacia el final de su reinado uno de los señores de la guerra,  Dejazmach  Wolde Gabriel, entró en Gondar y "hizo citas y despidos sin permiso del Negus" [Hezqeyas] ". Unos meses más tarde, los descontentos  Balambaras  Asserat entraron en la ciudad capital para expulsar al  Dejazmach , y en la lucha sus hombres prendieron fuego al Gan Takal, parte del Royal Recinto ( Gondar) | Royal Enclosure]].
Hezqeyas hizo un último intento por retener el trono, antes de finales de 1793, ingresando a Gondar con el apoyo de Qegnazmach Mare'ed , Dejazmach Gugsa y Dejazmach Aklog . Sin embargo, Hezqeyas inmediatamente regresó al campamento de Ras Aligaz, mientras que Mar'ed y Aklog permanecieron en Gondar por un mes más antes de partir hacia sus provincias.
La «Crónica real» señala que Hezqeyas conoció a su hijo el Emperador  Egwale Seyon en 1802, cuando viajaba de Zage a Gondar. Su hijo lo escoltó durante el resto de su viaje y lo condujo a la casa de Ichege. El viajero  Henry Salt señala que Hezqeyas todavía estaba vivo en el momento de su visita al norte de Etiopía en 1809/1810.